# Кайындинский сельский округ (Темирский район)
Кайындинский  сельский округ (каз. Қайыңды ауылдық округі) — административно-территориальное образование в Темирском районе Актюбинской области.

## Населённые пункты
В состав Кайындинского сельского округа входят 3 населённых пункта: село Кумкудук (480 жителей), село Бабатай (255 жителей), село Шибулак (54 жителей). В годы СССР на территории сельского округа существовал Каиндинский сельсовет.

## Население

### Динамика численности
| Численность населения | Численность населения | Численность населения |
| 1989                  | 1999                  | 2009                  |
| --------------------- | --------------------- | --------------------- |
| 2345                  | ↘1993                 | ↘1284                 |
| 2021                  |                       |                       |
| ↘789                  |                       |                       |

Снижение численности населения за межпереписной период обусловлена оттоком населения в более крупные населённые пункты.

### Численность населения[2][3][4][1]
| № | Населённый пункт | Перепись населения 1989 | Перепись населения 1999 | Перепись населения 2009 | Перепись населения 2021 |
| - | ---------------- | ----------------------- | ----------------------- | ----------------------- | ----------------------- |
| 1 | с. Кумкудук      | 1493                    | 1187                    | 675                     | 480                     |
| 2 | с. Бабатай       | 481                     | 429                     | 413                     | 255                     |
| 3 | с. Шибулак       | 371                     | 377                     | 196                     | 54                      |
|   | Всего            | 2345                    | 1993                    | 1284                    | 789                     |

## Экономика
Основное направление сельскохозяйственной деятельности — животноводство.
В с. Кумкудук и Бабатай расположены средние школы, а в с. Шибулак — основная сельская школа.
В годы СССР на территории сельского округа существовал Кайындинский совхоз.